# ليلى (أغنية)
ليلى (بالإنجليزية: Layla) أغنية كتبها إريك كلابتون، وجيم جوردون، وغناها في الأصل فريق موسيقى الروك والبلوز «ديريك والدومينوز Derek and the Dominos»، بإعتبارها الأغنية الثالثة عشر من ألبومهم الوحيد «ليلى وغيرها من أغاني الحب المتنوعة Layla And Other Assorted Love Songs»، في نوفمبر 1970.

## خلفية الأغنية
الأغنية مستوحاة من قصة «قيس وليلى»، وهي قصة الحب الأشهر في شبه الجزيرة العربية في القرن السابع وشكلت فيما بعد أساس قصة ليلى والمجنون للشاعر الفارسي في القرن الثاني عشر نظامي كنجافي، ونسخة منها قدمها إيان دالاس للملحن وعازف الجيتار الشهير كلابتون، الذي تأثر بعمق، من قصة شاب يقع في حب فتاة جميلة بشكل ميؤوس منه، ويصبح مجنونًا ولم يستطع الزواج منها. كانت الأغنية مستوحاة أيضًا من حب كلابتون غير المتبادل لباتي بويد، زوجة صديقه وزميله الموسيقي جورج هاريسون عضو فريق البيتلز، ونعرف أن كلابتون سيتزوج من بويد في النهاية.
شهدت أغنية «ليلى» منذ صدورها إشادة كبيرة من النقاد والمستمعين، وغالبًا ما يتم وصفها على أنها من بين أعظم أغاني الروك في كل العصور. حققت نسختان من الأغنية نجاحًا كبيرًا، النسخة الأولى في عام 1972 والثانية عندما غناها كلابتون عام 1992، بدون استخدام الجيتارات الكهربائية، ولكنه أكتفى بجيتاره الصوتي (الاكوستك) وكان التسجيل في عرض خاص أمام جمهور قليل، حيث فاجأ الجمهور بعزف مقدمة الأغنية وسأل: «هل تستطيعون معرفة هذه الأغنية؟»، وكيف يتعرف عليها المستمع وقد غيرها كلابتون تمامًا، ولتفوز نسخته هذه بجائزة الجرامي 1993 لأفضل أغنية روك.

## استقبال الأغنية
كتب ستيفن توماس إرلووين ناقد موقع "أول ميوزك": "إن أغنية ليلى حققت نجاحًا كبيرًا في ألبوم اريك كلابتون "غير موصول بالكهرباء"، حيث كانت زحف بطيء عبر النسخة الأولى لفريق الدومينوز وتحويل هذا العواء المؤلم من الألم إلى خلط مريح." وصف الصحفي ستيف هوكمان النسخة الصوتية بأنها "إعادة صياغة منخفضة المستوى لكنها مغرية". كان رأي قناة "في اتش وان" أن الأغنية كشفت عن مهارات كلابتون في الجيتار وفي الإعداد الصوتي، والذي كان واضحًا بشكل خاص في إعادة صياغة "ليلى" التي أظهرت جانب كلابتون الرقيق دون أن تفقد شدتها. احتلت "ليلى" المرتبة 27 في قائمة رولينج ستون "أعظم 500 أغنية في كل العصور.

## طاقم العزف والتسجيل
(الأغنية نسخة 1970)
إريك كلابتون: غناء رئيسي وجيتار رئيسي وجيتار إيقاعي وجيتار أكوستيك
دوان ألمان: جيتار رئيسي وجيتار منزلق
بوبي ويتلوك: جهاز هاموند (اورج) وبيانو وغناء مساند
كارل رادل: جيتار باس
جيم جوردون: طبول وإيقاع وبيانو
توم دود: منتج
مهندسو التسجيل: هوارد ألبرت / رون ألبرت / ماك إمرمان / تشاك كيركباتريك / كارل ريتشاردسون.
(الأغنية نسخة 1992)
إريك كلابتون: غناء رئيسي وجيتار صوتي (اكوستك)
آندي فيرويذر لو: جيتار إيقاعي صوتي
ناثان إيست: جيتار صوتي وغناء مساعد
راي كوبر: إيقاع
ستيف فيروني: طبول
كاتي كيسسون وتيسا نايلز: غناء مساعد
تشاك ليفيل: بيانو

## كلمات الأغنية
ماذا ستفعل عندما تشعر بالوحدة What'll you do when you get lonely
ولا أحد ينتظر بجانبك؟ And nobody's waiting by your side
كنت تركض وتختبئ لفترة طويلة You've been running and hiding much too long
أنت تعلم أنه مجرد كبريائك الأحمق You know it's just your foolish pride
ليلى، أنا راكع على ركبتي من أجلك Layla, you've got me on my knees
ليلى، أنا أتوسل، حبيبتي من فضلك Layla, I'm begging, darling please
ليلى، حبيبتي الن تريحِ فكري القلق؟ Layla, darling won't you ease my worried mind
حاولت أن اواسيكِ I tried to give you consolation
عندما خذلك الرجل العجوز When your old man had let you down
مثل الأحمق، وقعت في حبك Like a fool, I fell in love with you
لقد قلبت عالمي كله رأسًا على عقب You turned my whole world upside down
ليلى، أنا راكع على ركبتي من أجلك Layla, you've got me on my knees
ليلى، أنا أتوسل، حبيبتي من فضلك Layla, I'm begging, darling please
ليلى، حبيبتي الن تريحِ فكري القلق؟ Layla, darling won't you ease my worried mind
دعينا ناخذ أفضل ما في حالنا Make the best of the situation
قبل أن أصاب بالجنون في النهاية Before I finally go insane
من فضلك لا تقولي أننا لن نجد طريقة أبدًا Please don't say we'll never find a way
أنت تقولي إن كل حبي عبثًا And tell me all my love's in vain
ليلى، أنا راكع على ركبتي من أجلك Layla, you've got me on my knees

## وصلات خارجية
https://www.youtube.com/watch?v=9nuVL9CDpxs ليلى (أغنية)
https://www.youtube.com/watch?v=uSquiIVLhrQ ليلى (أغنية)
https://www.songfacts.com/facts/derek-the-dominos/layla ليلى (أغنية)